# John Monckton
Pour les articles homonymes, voir Monckton.
John James Monckton, né le 28 octobre 1938 à Armidale (Nouvelle-Galles du Sud) et mort le 29 juin 2017 à Nambucca Heads (Nouvelle-Galles du Sud), est un nageur australien.

## Biographie
Aux Jeux olympiques d'été de 1956 à Melbourne, John Monckton remporte la médaille d'argent du 100 mètres dos. En 1960 à Rome, il est septième de la finale du 100 mètres dos.
Il remporte aussi aux Jeux de l'Empire britannique et du Commonwealth de 1958 les finales du 110 yards dos et du relai 4x110 yards quatre nages.